# Chemin du Portage
 (mars 2013).
Si vous disposez d'ouvrages ou d'articles de référence ou si vous connaissez des sites web de qualité traitant du thème abordé ici, merci de compléter l'article en donnant les références utiles à sa vérifiabilité et en les liant à la section « Notes et références ».

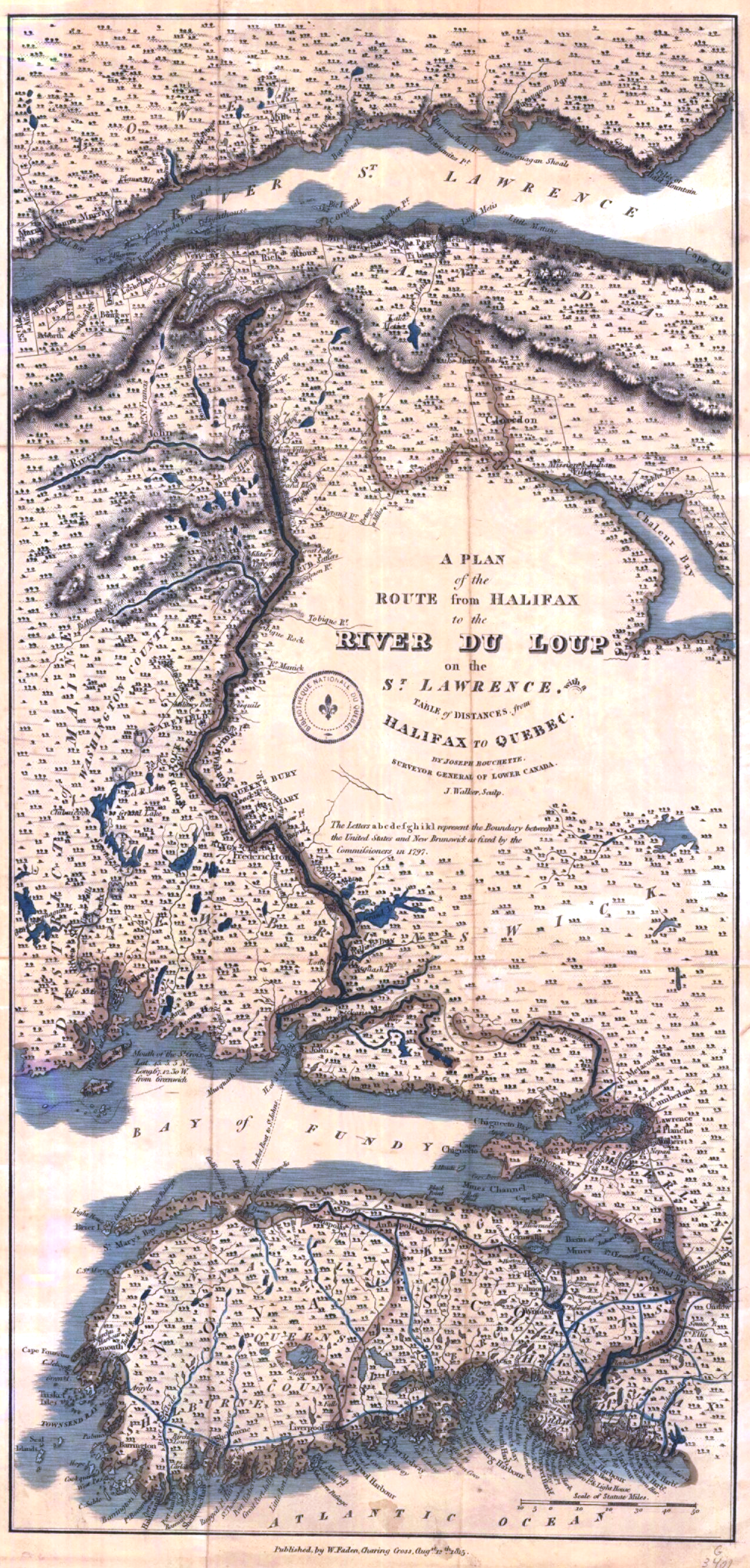
Plan de la route de Halifax à Rivière-du-Loup, par Joseph Bouchette, 1815

Le chemin du Portage est un axe de circulation historique, situé au Québec (Canada) entre la vallée du fleuve Saint-Laurent et l’Acadie, emprunté successivement par des portages amérindiens, puis par diverses routes construites entre 1746 et 1862. Cet axe est aujourd’hui emprunté par la Route transcanadienne.

## Historique
La région du Témiscouata constituant la seule voie terrestre entre l’Acadie et le Canada — et la seule voie tout court pendant l’hiver — l’administration française y construit en 1746 une route rapidement disparue qui permettait de se rendre au lac Témiscouata et, de là, à l’Atlantique par le réseau de rivières.
Après la conquête de la Nouvelle-France par la Grande-Bretagne, l’indépendance américaine pose de nouveau le problème du lien intercolonial entre les possessions britanniques et impose la construction d’une voie entre le Canada et les provinces atlantiques. En 1783, l’administration britannique ouvre, entre ce qui deviendra Notre-Dame-du-Portage et Cabano, un chemin qui, pendant près de 80 ans, servira surtout au transit de la poste et des troupes. Désignée comme le chemin du Portage, cette voie est longue et traverse un territoire accidenté : au début du XIXe siècle, des soldats assurent l’entretien du parcours, mais la tâche est immense. Lorsque, en 1839-1840, des tensions surviennent avec les États-Unis, l’administration britannique établit des campements militaires à Dégelis et à Cabano, où les soldats érigent le Fort Ingall pour protéger l’entrée de la route stratégique. La détermination britannique à préserver cette voie l’emporte, ce que confirme le traité Webster-Ashburton signé en 1842.
De 1856 à 1862, une nouvelle route est tracée au départ de Rivière-du-Loup, ce qui fait de cette ville le chef-lieu de la région. Le vieux chemin du Portage est alors abandonné, puis disparaît.
|  |  |

## Lien extérieurs
http://www.gutenberg.org/files/41179/41179-h/41179-h.htm